# Équipe cycliste Legnano
L'équipe cycliste Legnano est une équipe cycliste italienne sur route, ayant pour sponsor le fabricant de cycles Legnano. Elle est constituée en groupe sportif en 1906. Legnano a cependant employé des coureurs cyclistes dès le début du XXe siècle. Elle a notamment compté dans ses rangs Alfredo Binda, Learco Guerra, Gino Bartali et Fausto Coppi, sous la direction d'Eberardo Pavesi. Elle a remporté à quatorze reprises le Tour d'Italie et treize fois le classement par équipes. C'est l'une des équipes les plus victorieuses de l'histoire du cyclisme.

## Histoire de l'équipe

### 1906-1924: les débuts
Les cycles Legnano (Ciclo Legnano en italien), basés dans la ville du même nom, sponsorisent leur premier coureur professionnel, Pierino Albini en 1906.
La première équipe Legnano est créée en 1909. Le fabricant aligne une équipe de six coureurs au départ du Tour de France. Les cyclistes les plus célèbres qui ont couru dans ces années sont Eberardo Pavesi, Ernesto Azzini, Carlo Galetti, Dario Beni, Giovanni Rossignoli, Clemente Canepari, Lucien Petit-Breton, Jean-Baptiste Dortignacq, Alfredo Sivocci, Giuseppe Contesini, Giuseppe Azzini, Maurice Brocco et Émile Georget. Avec eux, Legnano commence à recueillir ses premières grandes victoires et devient une des équipes cyclistes les plus renommées.
En 1918, l'équipe passe d'une couleur de maillot rouge-gris à sa couleur vert olive historique. Ceci est une volonté d'Emilio Bozzi, propriétaire des cycles Legnano. Le but de Bozzi est de faire de l'équipe Legnano une équipe de coureurs de premier plan, pour gagner des compétitions sportives et ainsi promouvoir la marque de l'entreprise.
Pour ce faire, Bozzi conçoit une nouvelle série de modèles de bicyclette de course. Ces bicyclettes se trouvent être très compétitives sur les pentes des montagnes, mais sont en retraits sur les parcours plus roulant.
Les victoires importantes pour Legnano arrivent en 1921, avec la conquête du Tour d'Italie par Giovanni Brunero. Ce succès est répété l'année suivante par Brunero, avec cette fois quatre coureurs Legnano aux quatre premières places du classement final. Brunero remporte également Milan-San Remo cette année-là.

### 1925-1935: l'ère Alfredo Binda
Le véritable tournant pour l'équipe Legnano intervient en 1925, lorsqu'elle embauche un jeune coureur nommé Alfredo Binda. Avec Binda, Legnano remporte cinq éditions du Tour d'Italie (1925, 1927, 1928, 1929 et 1933), record partagé avec Fausto Coppi et Eddy Merckx.
En raison de sa domination écrasante, Binda est payé 22.500 livres en 1930  par les organisateurs du Giro pour ne pas participer à la course. Ce Tour d'Italie 1930 est remporté par Luigi Marchisio, également membre de l'équipe Legnano.
Avec ces victoires, Legnano devient célèbre partout dans le monde. Au cours de ces années, l'équipe est dirigée par Eberardo Pavesi, ce qui  contribue de manière décisive au succès de l'équipe.

### Les années Bartali, Coppi et Baldini
En 1936, Legnano embauche un jeune coureur Gino Bartali, avec qui, l'équipe remporte trois Tours d'Italie (1936, 1937 et 1946), deux Tours de France (1938 et 1948), 3 Milan-San Remo (1939, 1940 et 1947) et 3 Tours de Lombardie (1936, 1939 et 1940).
En 1939, l'équipe accueille Fausto Coppi, qui vient de passer professionnels. Il est recruté pour se mettre au service de Gino Bartali et justifie rapidement la confiance en remportant le Tour d'Italie 1940. Peu de temps avant de quitter Legnano (1942), Coppi bat le record de l'heure sur le vélodrome Maspes-Vigorelli à Milan.
Après la retraite de Bartali (1948), les derniers grands succès de Legnano sont ceux d'Ercole Baldini. Après des victoires en amateur, y compris l'or olympique à Melbourne et la conquête du record de l'heure en 1956, Baldini remporte le Tour d'Italie et le championnat du monde en 1958.
Après la guerre, Legnano se concentre dans la prospection des jeunes cyclistes prometteurs, mais ne réussit pas à répéter les succès des décennies précédentes. De cette période, les principaux coureurs sont Giuseppe Minardi, Giorgio Albani, Adriano Durante, Enrico Massignan et Imerio Massignan.

### Déclin et arrêt
Après les victoires de Baldini, Legnano commence un long déclin régulier, également en raison de la décision de ne pas accepter le sponsoring sur leurs maillots. L'équipe s'arrête fin 1966.
Malgré la fin de l'équipe professionnelle, Legnano reste présente dans le monde du cyclisme. En 1971, le fabricant est co-sponsor de l'équipe Orbea. Maurizio Fondriest devient champion du monde en 1988 sur une bicyclette Legnano, le fabricant étant co-sponsor de l'équipe Alfa Lum-Legnano-Ecoflam. Le fabricant continue à produire, en plus des modèles de cyclotourisme, des vélos de sport également conçus pour la course.

## Principaux résultats

### Compétitions internationales
Contrairement aux autres courses, les championnats du monde sont disputés par équipes nationales et non par équipes commerciales.
- Championnats du monde sur route : 4
  - Course en ligne : Alfredo Binda (1927, 1930 et 1932) et Ercole Baldini (1958)

### Classiques
- Tour de Romagne : Jean-Baptiste Dortignacq (1910), Giovanni Brunero (1923)
- Paris-Bruxelles : Maurice Brocco (1910)
- Tour d'Émilie : Clemente Canepari (1911), Giovanni Brunero (1920), Pietro Linari (1924), Fausto Coppi (1941) et Virgilio Salimbeni (1949)
- Tour du Piémont : Giovanni Brunero (1921), Alfredo Binda (1926 et 1927), Gino Bartali (1937 et 1939), Adolfo Leoni (1949), Giorgio Albani (1952), Giuseppe Minardi (1955) et Adriano Durante (1963)
- Milan-San Remo : Giovanni Brunero (1922), Pietro Linari (1924), Alfredo Binda (1929 et 1931), Gino Bartali (1939 et 1940 et 1947) et Pierino Favalli (1941)
- Tour de Vénétie : Alfredo Sivocci (1922), Alfredo Binda (1928), Secondo Magni (1938), Fausto Coppi (1941), Pierino Favalli (1942) et Giorgio Albani (1956)
- Tour de Lombardie : Giovanni Brunero (1923 et 1924), Alfredo Binda (1925, 1926, 1927 et 1931), Gino Bartali (1936, 1939 et 1940), Mario Ricci (1941 et 1945) et Giuseppe Minardi (1952)
- Tour de Toscane : Nello Ciaccheri (1925), Alfredo Binda (1926 et 1927), Gino Bartali (1939, 1940 et 1948), Fausto Coppi (1941), Bruno Pasquini (1947), Nello Fabbri (1956) et Luciano Sambi (1965)
- Tour de la province de Reggio de Calabre : Nello Ciaccheri (1926), Felice Gremo (1928), Luigi Marchisio (1930) et Giuseppe Minardi (1954)
- Tour de Cologne : Alfredo Binda (1928)
- Trois vallées varésines : Albino Binda (1930), Severino Canavesi (1934), Gino Bartali (1938), Fausto Coppi (1941), Giuseppe Minardi (1952), Nino Defilippis (1952) et Giorgio Albani (1954)
- Milan-Turin : Giovanni Gotti (1935), Pierino Favalli (1938, 1939 et 1940), Pietro Chiappini (1942) et Arnaldo Pambianco (1960)
- Trophée Matteotti : Mario Ricci  (1945), Gino Bartali (1946), Giuseppe Minardi (1955) et Ercole Baldini (1958)
- Championnat de Zurich : Gino Bartali (1946 et 1948)
- Coppa Bernocchi : Mario Ricci (1947), Virgilio Salimbeni (1948) et Giorgio Albani (1953)
- Tour des Apennins : Renzo Soldani (1950) et Giorgio Albani (1952 et 1954)
- Grand Prix de l'industrie et du commerce de Prato : Rino Benedetti (1953) et Ercole Baldini (1958)
- Coppa Sabatini : Rino Benedetti (1954) et Graziano Battistini (1960)
- Grand Prix de Lugano : Ercole Baldini (1957)
- Coppa Agostoni : Giovanni Bettinelli (1961)

### Courses par étapes
- Tour de Suisse : Gino Bartali (1946 et 1947)

### Championnats nationaux
- Championnats de Belgique sur route : 1
  - Course en ligne : 1913 (Joseph Van Daele)
- Championnats de France sur route : 1
  - Course en ligne : 1910 (Émile Georget)
- Championnats d'Italie sur route : 14
  - Course en ligne : 1909 (Dario Beni), 1911 (Giuseppe Azzini), 1919 (Giovanni Brunero), 1926, 1927, 1928 et 1929 (Alfredo Binda), 1937 et 1940 (Gino Bartali), 1942 (Fausto Coppi), 1943 (Mario Ricci), 1956 (Giorgio Albani), 1957 et 1958 (Ercole Baldini)

- Championnats d'Italie de cyclo-cross : 1
  - Élites : 1934 (Severino Canavesi)

### Bilan sur les grands tours
- Tour d'Italie
  - 46 participations (1909, 1910, 1911, 1912, 1913, 1919, 1920, 1921, 1922, 1923, 1925, 1926, 1927, 1928, 1929, 1930, 1931, 1932, 1933, 1934, 1935, 1936, 1937, 1939, 1940, 1946, 1947, 1948, 1949, 1950, 1951, 1952, 1953, 1954, 1955, 1956, 1957, 1958, 1959, 1960, 1961, 1962, 1963, 1964, 1965, 1966)
  - 135 victoires d'étapes :
    - 3 en 1910 : Ernesto Azzini, Jean-Baptiste Dortignacq, Pierino Albini
    - 1 en 1911 : Vincenzo Borgarello
    - 4 en 1912 : Vincenzo Borgarello (3), Ernesto Azzini
    - 3 en 1913 : Eberardo Pavesi (2), Clemente Canepari
    - 1 en 1920 : Giuseppe Olivieri
    - 1 en 1921 : Giovanni Brunero
    - 8 en 1922 : Giovanni Brunero (3), Alfredo Sivocci, Bartolomeo Aimo (2), Pietro Linari, Luigi Annoni
    - 1 en 1923 : Alfredo Sivocci
    - 3 en 1925 : Alfredo Binda, Giovanni Brunero, Pietro Linari
    - 7 en 1926 : Alfredo Binda (6), Giovanni Brunero
    - 13 en 1927 : Alfredo Binda (12), Giovanni Brunero
    - 6 en 1928 : Alfredo Binda (6)
    - 12 en 1929 : Alfredo Binda (8), Mario Bianchi (2), Alfredo Dinale (2)
    - 4 en 1930 : Leonida Frascarelli (2), Luigi Marchisio (2)
    - 2 en 1931 : Alfredo Binda (2)
    - 1 en 1932 : Remo Bertoni
    - 6 en 1933 : Alfredo Binda (6)
    - 1 en 1934 : Fabio Battesini
    - 4 en 1936 : Gino Bartali (3), Fabio Battesini
    - 6 en 1937 : Gino Bartali (4), Raffaele Di Paco, Learco Guerra
    - 4 en 1939 : Gino Bartali (4)
    - 4 en 1940 : Fausto Coppi, Pierino Favalli, Gino Bartali (2)
    - 3 en 1946 : Aldo Bini, Mario Ricci, Renzo Zanazzi
    - 3 en 1947 : Gino Bartali (2), Mario Ricci
    - 3 en 1948 : Adolfo Leoni (2), Mario Ricci
    - 4 en 1949 : Adolfo Leoni (3), Vincenzo Rossello
    - 1 en 1950 : Adolfo Leoni
    - 3 en 1951 : Adolfo Leoni, Luciano Frosini, Giuseppe Minardi
    - 5 en 1952 : Rino Benedetti, Giorgio Albani (2), Giuseppe Minardi, Nino Defilippis
    - 2 en 1953 : Giorgio Albani, Giuseppe Minardi
    - 2 en 1954 : Giorgio Albani, Giuseppe Minardi
    - 3 en 1955 : Vincenzo Zucconelli, Giorgio Albani, Giuseppe Minardi
    - 2 en 1956 : Giorgio Albani (2)
    - 1 en 1957 : Ercole Baldini
    - 4 en 1958 : Ercole Baldini (4)
    - 1 en 1962 : Graziano Battistini
    - 2 en 1963 : Adriano Durante, Marino Vigna
    - 1 en 1964 : Raffaele Marcoli

  - 14 victoires finales :
    - Giovanni Brunero (1921, 1922 et 1926)
    - Alfredo Binda (1925, 1927, 1928, 1929 et 1933)
    - Luigi Marchisio (1930)
    - Gino Bartali (1936, 1937 et 1946)
    - Fausto Coppi (1940)
    - Ercole Baldini (1958)

  - 21 classements annexes :
    - Grand Prix de la montagne : Alfredo Binda (1933), Remo Bertoni (1934) et Gino Bartali (1936, 1937, 1939, 1940, 1946 et 1947)
    - Classement par équipes : 1922, 1923, 1925, 1926, 1927, 1928, 1929, 1931, 1932, 1933, 1936, 1946 et 1957
- Tour de France
  - 4 participations (1909, 1910, 1924, 1962)
  - 3 victoires d'étapes :
    - 2 en 1910 : Ernesto Azzini et Émile Georget
    - 1 en 1924 : Giovanni Brunero

  - 0 victoire finale
  - 0 classement annexe
- Tour d'Espagne
  - 0 participation
  - 0 victoire d'étape
  - 0 victoire finale
  - 0 classement annexe